# 세켈레어
세켈레어는 ǃ쿵어 방언연속체의 언어이다. 앙골라 내전 이전에는 앙골라 남부에서 사용되었으나 오늘날에는 나미비아 북부의 이주민들에게서 주로 사용된다. 나미비아 극북부 지역에서는 다양한 방언들이 사용된다.
세켈레어의 명칭은 반투어 바세켈레(Vasekele)에서 유래했다. 또한 북부 ǃ쿵어, 북부 주어로도 알려져있다.

## 방언
앙골라 남부 쿠네네강, 오카방고강, 쿠이토강, 콴도강 인근에서 다음과 같은 방언들이 사용된다.
- 말링고 방언 (콴도 아쿤어)
- ǃʼ오ǃ쿵 방언 (숲 ǃ쿵어)

한편 나미비아와 앙골라의 국경 인근 오카방고강의 지류 인근 지역에서는 다음과 같은 방언들이 사용된다
- 아ʼ아크웨 방언 (콰냐마 아쿤어)
- 친차비스 방언
- 카방고 방언

또한 남아프리카 공화국 킴벌리와 그루트폰테인 서쪽의 슈미츠드리프트에 정착한 이주민들 사이에서는 독자적인 방언이 사용된다.